# Antiubådskrigsførelse
Antiubådskrigsførelse, fra engelsk anti-submarine warfare, forkortet ASW er det begreb, der bruges for at beskrive detektionen af, jagten på og en eventuel ødelæggelse af fjendtlige ubåde. Der findes ASW-systemer til fly, helikoptere, skibe og i ubåde.
Da den konføderale ubåd CSS Hunley som den første ubåd i historien sænkede et fjendtligt skib, havde man ikke nogle forsvarsmidler mod ubåde. I dag benyttes avancerede systemer til opdagelse og uskadeliggørelse af ubåde.
ASW's store gennembrud kom i starten af 1. verdenskrig, da ubådene havde bevist deres store potentiale. Det første udstyr til at detektere en neddykket ubåd var primitivt, men udviklingen siden da er gået stærkt. I dag kan en sonar opdage en ubåd på lang afstand, alt efter støjniveau, salinitet, temperatur og flere andre faktorer. Desuden kan man finde information om hastighed, dybde, afstand og kurs kun ved hjælp af passive systemer. De første deciderede våben mod neddykkede ubåde var simple dybdebomber, et våben som stadig er i brug den dag i dag. I dag findes også avancerede "fire-and-forget" ("skyd-og-glem") -torpedoer, som selv finder frem til ubåden og kan uskadeliggøre den helt på egen hånd. 

## Baggrund og historie
ASW blev ikke udviklet i takt med den hastige udvikling, ubådene undergik. Først under 1. verdenskrig, da ubådene for første gang virkelig viste deres potentiale i en væbnet konflikt, begyndte de krigsførende parter at udvikle antiubådsvåben og teknikker. Før krigen havde man set på ubåde som et slags legetøj for rige stater, som havde råd til det, og en engelsk admiral bemærkede da også, at det var et "damned un-English weapon" (et "fordømt uengelsk våben"). 
Verdens første antiubådspatruljer blev etableret ud fra Storbritannien under første verdenskrig. Disse var ikke armeret med andet end en lille kanon og en hammer. Hammeren var tiltænkt fjendens periskop, og var det eneste "våben" som kunne benyttes mod en ubåd, som var neddykket. 
Ubåde har den fordel, at de opererer under vand. Dette betyder, at de ikke kan opdages med det blotte øje (med mindre ubåden sejler i periskopdybde og benytter enten periskop, snorkel, radarmast, ECM-mast eller lignende), ej heller på radar. Moderne ubåde kan operere under vandet i månedsvis i modsætning til tidligere ubåde, som kun kunne være neddykket i kortere perioder – normalt omkring to til tre døgn.
Alle ubåde producerer støj i mere eller mindre grad. Dette er først og fremmest motorstøj fra fremdrivningsmaskineriet, men det kan også være lyde fra pumper, tømming og fyldning af trim- og ballasttanke, endda et køleskab. Selv samtaler mellem besætningsmedlemmer kan afsløre en ubåd en ubåd under de rigtige forhold. Lyd breder sig let og hurtigt igennem vand. Dykker man under vand, kan det eksempelvis være, at man kan høre sit eget ur tikke, selv om uret er på armen og langt fra øret. Lyd er ikke andet end en fortætning og udstrækning af det medium, den breder sig i. I luft er det fortætning af luftmolekyler, mens det i vand vil være fortætning og udstrækning af vandmolekyler – det vi kalder bølger. Dette kan udnyttes for at opdage, hvor en ubåd befinder sig.

### Hydrofon og våben før og under 2. verdenskrig
Den første primitive hydrofon blev udviklet under første verdenskrig, men først taget i brug i 1917. Den bestod, forenklet set, af to mikrofoner på hver sin side af et skibsskrog, som igen var koblet til hver sin højttaler, placeret i et sæt hovedtelefoner, som blev benyttet af en operatør. Hver mikrofon var placeret på henholdsvis styrbords og bagbords side på fartøjet (sædvanligvis en korvet eller fregat). Når operatøren hørte en ubåd, måtte han give besked videre til broen for at få ændret retning på fartøjet. Mikrofonerne var nemlig fastmonterede, således at hele fartøjet måtte drejes, hvis man skulle finde ud af, hvor ubåden befandt sig. Operatøren måtte selv skønsmæssigt vurdere, hvornår lyden var lige stærk i begge højttalere. I så fald var ubåden ret foran fartøjet.
Systemet blev dog hurtigt forbedret. Der blev udviklet drejelige hydrofoner, og efter et stykke tid blev en hydrofon placeret i en kuppel under skroget, som var i stand til at drejes 270°. Dette førte til, at en ASDIC-operatør kunne give en relativ pejling til ubåden, uden at fartøjet skulle drejes, og skibschefen kunne handle ud fra de oplysninger, der blev givet. I disse tidlige år af antiubådskrigsførelsen var ubådene ofte støjende. Støj opstod som regel fra motorer, pumper og lignende, men også kavitation var et stort problem. Kavitation resulterer i bobler, som dannes rundt om en skrue og hænger tilbage i vandet. Skruebladene får vandet til at "fordampe", og denne proces danner bobler. Når boblerne brister, altså når vanddampen vender tilbage til væskeform igen, skabes der lyd. Denne lyd kunne opfanges af en hydrofon. 
Det næste store problem efter detektionen af en ubåd var, hvordan man skulle angribe den. De første ubåde havde lang dykketid; tiden, fra man begyndte at klargøre til dykning, til man faktisk var under vand, var lang. Ofte måtte man afrigge (afmontere) store udluftningskanaler og eventuelle radioantenner. Desuden måtte man stoppe enten diesel-, benzin- eller paraffinmotorerne og starte de elektromotorer, som drev ubåden under vand. Mens alt dette foregik, var ubåden meget sårbar, og det var også i disse tilfælde, at langt de fleste ubåde blev sænket både under første og anden verdenskrig. En ubåd havde dermed langt den bedste overlevelsesevne, når den var neddykket. Snorkelen, som gør det muligt for dieselelektriske ubåde at operere under vand, så længe dieselbeholdningen rækker, kom ikke i brug før sent under anden verdenskrig og kun i Kriegsmarine. Snorkelen var imidlertid heller ikke nogen garanti for overlevelse. Ubåde, der snorkler, må holde en lav hastighed, og snorkelmasten er synlig på radar, hvis bølgerne ikke var alt for høje. Det var dog en stor forbedring fra tidligere tider, da ubådene måtte dykke helt ud for at lade deres batterier op.
Det er muligt at angribe en ubåd, der sejler på overfladen, med kanoner. Ubådene har dog ofte små silhuetter og kan være vanskelige at træffe, specielt i høj sø. En neddykket ubåd er derimod umulig at angribe med kanoner. Ikke bare fordi man ikke kan skyde direkte nedad, men også fordi en granat med en hastighed på op imod 900 m/s vil sprænges i stykker, idet den træffer vandoverfladen på grund af vandets høje densitet. Man udviklede derfor dybdebomben. Dybdebomben var store beholdere fyldt med sprængstof, som sank hurtigt og detonerede på en angivet dybde. Dette betød, at man måtte få en nøjagtig position på ubåden, således at man ikke smed dybdebomberne på et forkert sted. Dybdebomber kunne gøre stor skade, selvom de ikke traf ubåden direkte. En detonation i nærheden af ubåden kunne ryste den kraftigt med lækager og ødelæggelse af instrumenter, maskiner og motorer til følge.
Senere blev også fly udstyret med dybdebomber, men de første dybdebombebevæbnede maritime patruljefly fløj først i 2. verdenskrig. Flyene udgjorde efterhånden en meget større trussel for ubådene end overfladeskibe. På grund af ubådenes ofte lange dykketid kunne et dødeligt flyangreb være ovre, før ubådens mandskab havde gjort ubåden klar til neddykning. Snorkelen blev derfor hurtigt en eftertragtet vare blandt de tyske ubådkaptajner under anden verdenskrig. Ubåde udstyret med snorkel havde en større chance for at overleve sejladsen fra havnene i det vestlige Frankrig og ud til deres patruljeområde i Atlanterhavet.
Fra cirka 1942 og til slutningen af krigen var Biscayabugten et stærkt patruljeret område. Allierede fly, som opererede fra flybaser i England, patruljerede dette farvand døgnet rundt. Biscayabugten var et havområde, som de tyske ubåde måtte krydse for at komme ud i Atlanterhavet. Cirka 250 tyske ubåde blev sænket af fly under anden verdenskrig ud af i alt 1.154 sænkede ubåde. Desuden blev 293 ubåde sænket i havn af allierede flyangreb.
Et andet våben, som blev udviklet, var akustiske torpedoer. Ved at udvikle torpedoer, som kunne låse sig selv fast på og følge en høj lyd fra skruer og motorer, kunne man affyre en torpedo i en mere eller mindre nøjagtig pejling mod målet. Torpedoen ville så følge dette mål selv, så snart den kunne opfatte lyden kraftigt nok. Både tyskere og de allierede udviklede disse våben i slutningen af anden verdenskrig. Disse torpedoer blev brugt både af ubåde og mod ubåde. Den amerikanske, akustiske torpedotype Mark 24 FIDO sænkede 37 ubåde og beskadigede 18 andre. Mark 24 blev benyttet både af fly og skibe og blev solgt til de canadiske og britiske flåder. Torpedoen blev taget i brug i marts 1943.
 Et andet våben, som også blev udviklet, var hedgehogs. Disse var små sprængladninger, som blev skudt ud i et cirkelmønster ca 100 meter foran det affyrende skib. Med dette kunne en angriber undgå at sejle direkte over en ubåd for at angribe og kunne dermed fastholde ASDIC/SONAR-kontakten med ubåden. Dette var et stort fremskridt, fordi man tidligere, ved angreb med dybdebomber, måtte sejle direkte over ubådens position for at angribe, hvorved man mistede kontakten med ubåden. I flere tilfælde har en ubåd kunne snige sig væk ved at køre motorerne på fuld hastighed, mens angriberne ikke havde kontakt med ubåden. Hedgehog var særdeles vanskelig at undgå, fordi ubåden ikke kunne høre nedslagene fra de små sprængladninger. Ulempen med hedgehogs var, at sprængladningerne var forholdsvis små og ikke udgjorde en stor trussel mod en ubåd, hvis bare én af sprængladningerne traf. De kunne dog gøre stor skade, hvis mange traf.

### ASDIC og SONAR, detektion af ubåde
ASDIC og SONAR er egentlig to navne for det samme system. Sonar står for SOund Navigation And Ranging ("Lyd-navigation og -afstandsbedømmelse"), mens ASDIC står for Allied Submarine Detection Investigation Committee ("Allieret ubådsdetektions-undersøgelseskomité"). Udtrykket ASDIC forblev i brug i britiske kredse frem til efter anden verdenskrig, mens amerikanerne omtalte deres systemer som SONAR.
Disse systemer blev taget i brug mod slutningen af 1. verdenskrig, men som ret primitive systemer i forhold til, hvad senere er blevet udviklet. Først under anden verdenskrig kom det virkelige gennembrud i denne udvikling – se Slaget om Atlanten.
Detektionssystemerne kan være både passive og aktive. Et passivt detektionssystem udsender ikke nogle signaler, men benyttes kun til, i dette tilfælde, at opfange lyde og støj fra ubåde. Rækkevidden afhænger af den udsendte lydstyrke fra ubåden selv – en helt stille ubåd vil ikke kunne opdages af et passivt (akustisk) system, mens en ubåd, som går for fuld fart under vand, vil kunne opdages på lang afstand. Detektionsafstanden her afhænger af saliniteten i vandet, temperatur og andre faktorer. 
Et aktivt sonarsystem udsender lydbølger og lytter efter refleksioner fra objekter i vandet. Dette kan i princippet sammenlignes med en radar: Bølgesignaler sendes ud, og hvis lydbølgerne træffer et objekt, vil de reflekteres til kilden. En konventionel radar under vand vil have en rækkevidde på cirka 2-3 meter, da elektromagnetisk stråling udbredes meget dårligt i vand på grund af vands store densitet i forhold til luft. Et aktivt sonarsystem, som udsender lydbølger, kan derimod opdage ubåde på forholdsvis lang afstand. 
Disse systemer var i brug under anden verdenskrig og var de eneste systemer som var i stand til at finde en neddykket ubåd. En ubåd på periskopdybde kunne også observeres visuelt, hvis man var heldig. Et periskop er lille objekt, typisk lidt større end et kosteskaft og vanskelig at opdage i høj sø. Ubådene måtte imidlertid op til periskopdybde for at afskyde torpedoer. Måldata måtte indsamles visuelt, og ofte blev angreb mod konvojer og skibe udført på havoverfladen om natten. 
Passive sonarsystemer kunne opdage lyde fra ubåde. Som tidligere nævnt kan dette være motorlyde, pumpelyde og til og med stemmer fra besætningsmedlemmer. Sidstnævnte kræver gode akustiske forhold samt kort afstand til ubåden. En hammer, som falder på dørken (gulvet), kunne udløse en metallisk klang, som let kunne opdages på et passivt system. Der kan beordres stille sejlads, hvilket vil sige, at ubådens forsøg på at undgå detektion fra passive systemer består i at sætte motorerne på laveste fart (styrefart, for at undgå at synke), slå alle pumper og unødvendige systemer fra, samt få mandskabet til at være helt stille. Den mindste lyd kunne opdages af gode SONAR/ASDIC-systemer. 
Et aktivt sonarsystem udsender en impuls og lytter efter ekko. Lyden,som træffer et skrog, kaldes ofte et "ping". Det returnerende ekko, hvis impulsen træffer et objekt, bliver præsenteret på en skærm for sonaroperatøren og kaldes ofte et "pong". Her kunne man "se" skroget på ubåden, men også fiskestimer kunne sende ekkoer tilbage og forvirre operatøren. Udover skroget kunne kavitationsbobler fra ubådens skrue detekteres. Dette førte til udviklingen af enkle, men effektive modforanstaltninger, eksempelvis en beholder fyldt med calciumhydrid, som udvikler voldsomme mængder bobler, når det kommer i kontakt med havvand. Beholderne synker til en angivet dybde og afgiver kemikalierne lidt efter lidt. Den tyske version af dette system, kaldet BOLD, kunne udsende bobler i 20 til 25 minutter. Dette gav ubåden en chance til at stikke af, mens de jagende fartøjer koncentrerede sig om det "falske ekko". Disse ekkoer kunne vildlede en aktiv sonar, og princippet bag systemet er da også i brug i dag. Det var tyskerne, som først udviklede dette, kaldt BOLD, mens de allierede kaldte den SBT, Submarine Bubble Target.

### Flyets rolle
Biscayabugten blev berygtet blandt tyske ubådsmandskaber fra 1942 og frem til 1945. Mod slutningen af krigen var den allierede flydækning i Biscayabugten så god, at det var blevet meget svært for ubåde at trænge igennem og ud i Atlanterhavet. I Atlanten var der også bedre flydækning end før. De nye flytyper, som blev sat ind, som B-24 Liberator, Short Sunderland og PBY Catalina, havde en enorm rækkevidde og kunne medbringe store mængder nyttelast. Desuden var man blevet blevet udstyret med radar, som betød, at man fra et fly kunne detektere en ubåd på overfladen, selv midt om natten. Ved indførslen af Leighlampe, en superkraftig lyskaster monteret under vingen på flyet, kunne man snige sig ind på en ubåd, belyse denne med lyskasteren og droppe bomber og måske sænke ubåden. Da flere og flere ubåde blev udstyret med snorkel, gjorde dette detektionen vanskeligere for flyene. Den luftbårne radar blev senere så god, at den også kunne opdage snorkelhovedet, som stak op over havoverfladen. Endnu engang trak ubådene det korteste strå.
Ubådenes behov for opladning af batterierne ved hjælp af dieselmotorer ,(som behøver luft for at fungere) ved hjælp af snorkel, var med andre ord livsfarlig. Flere forsøg blev sat i gang for at udvikle et system, som ikke var afhængigt af luft for at fungere – eksempelvis Walter-turbinen, en turbine som blev drevet af brintoverilte. Den tyske ingeniør Hellmuth Walters forsøg under anden verdenskrig viste, at systemet kunne fungere på en ubåd. Systemerne var ekstremt komplekse, og briterne gik bort fra systemet, fordi de anså det som alt for farligt at have om bord på et krigsskib. Brintoverilte er et meget brandfarligt og eksplosivt stof, men systemet behøvede ikke tilgang til luft for at fungere. Dermed havde man sluppet af med de farlige timer på overfladen eller under snorkling for at genoplade batterierne.

## Atomubåde – tiden efter anden verdenskrig
Med atomubådenes indtog efter anden verdenskrig fik man hermed en ubåd, som kunne operere under vand uafhængig af lufttilførsel. Ubådens aktionsradius er kun begrænset af smøreolie, mad og mandskabets udholdenhed. Med sin atomreaktor har atomubåde ingen problemer med plads til brændstof, men kan sejle hurtigt og langt i modsætning til dieselelektriske ubåde, som har begrænset rækkevidde både over og under vand. 
 En dieselelektrisk ubåd har dog den fordel, at den som oftest er ekstremt stille. En atomubåd må hele tiden have kølesystemer kørende for at køle atomreaktoren ned – uden denne konstante nedkøling vil atomreaktionen komme ud af kontrol, med tab af både ubåd, menneskeliv og ikke mindst en enorm radioaktiv forurening af det omkringliggende område til følge. Dette betyder, at atomubåde ofte ikke er så stille som dieselelektriske ubåde. Og når hastigheden øges, øges behovet for øget køling (og dermed yderligere støj) også dramatisk. I den senere tid har man begyndt at udvikle ubåde drevet af brint, som dermed  gør dem uafhængige af luft. Disse ubåde er samtidig langt mindre støjende end atomubåde. Dieselelektriske ubåde kan dog ikke sejle hurtigt over længere tid, hvilket er en af atomubådenes forcer. De dieselelektriske ubåde er på grund af deres ringe fart og mindre behov for køling yderst stille og dermed meget vanskelige at opdage ved hjælp af passive systemer. Ved brug af aktive sonarsystemer til detektion af en ubåd vil man også røbe sin egen position.
 Under den kolde krig byggede USA/NATO mellem Grønland-Island, og Island-Britiske Øer et lyttenetværk af ekstremt fintfølende hydrofoner placeret på havbunden. Dette system skulle detektere og overvåge eventuelle sovjetiske ubåde som passerede igennem og ud i Atlanterhavet. På engelsk kaldes disse strækninger the GIUK gap, "Greenland, Iceland and United Kingdom-gap". Systemet er i dag ikke officielt i brug, men er til dels overladt til civile forskningsinstitutioner, som har brugt det til at lytte efter hvaler.
Sonarsystemerne er også kraftigt forbedret siden krigens tid. Følsomheden er meget bedre, og man kan i dag opfange svage lyde over lang afstand, både ved hjælp af forbedret mekanik, forbedret elektronik samt digital bortfiltrering af baggrundsstøj og uønskede lyde. En sonaroperatør kan i dag afgøre, om ubåden har én eller to skruer, hvor hurtigt den går, og man kan endda sige, hvilken type og nøjagtigt hvilken ubåd man lytter til ved at se på ubådens akustiske signatur. Ligesom mennesker har unikke fingeraftryk, har hver ubåd en speciel akustisk signatur. Det kan for eksempel være små forskelle i frekvensen på de udsendte lydbølger fra maskineriet. Man kan også bedømme, hvorvidt ubåden dykker eller stiger, om torpedorørene/missilsiloene fyldes med vand/åbnes til skydning, og om et våben bliver affyret.

### Detektion- og våbensystemer efter anden verdenskrig
I dag er sonaren et komplekst system, men princippet bagved er det samme, som da ASDIC første gang blev introduceret. Alligevel er det stor forskel fra den første hydrofon til vore dages sonarsystemer. 
Man har for eksempel fået bedre passive sonarer – den norske Ula-klasse var den første ubådsklasse i verden, som under vand kunne affyre torpedoer mod et fjendtligt skib, hvor måldata kun var indhentet ved hjælp af passive systemer. Tidligere kunne ubåde selvsagt afskyde torpedoer under vand, men var afhængig af et aktivt sonarsystem (dvs. et system ,som udsendte lydsignaler og modtog eventuelt reflekterede lydbølger) for at kunne fastslå målets position, kurs og fart og dermed torpedoens udskydningsvinkel, hastighed og så videre.
Moderne sonarer er også ofte slæbesonarer. Det betyder, at selve sonarsensoren bliver slæbt efter fartøjet. Dette er en stor fordel for plotning af ubådens position, fordi man så både har et fast punkt bag fartøjet (den slæbte sonar) og en sonar fastmonteret på skroget. Dette betyder, at man kan få en krydspejling på ubåden og dermed en mere nøjagtig position. Desuden er skrogmonterede sonarer udsat for de samme rystelser, vibration og lyde, som dannes i skroget på fartøjet, hvor de er monteret. Dette resulterer i dårligere søgeforhold – noget en slæbesonar er helt fri for. En slæbt sonar kan enten være en Variable Depth Sonar eller et Towed Array Sonar System.

### Luftbåren ASW
I dag udfører fly og helikoptere langt størstedelen af ASW-arbejdet. Udstyret med radar, dyppesonar og antiubådstorpedoer er helikoptere i dag et meget nyttigt antiubådsvåben, da de kan finde ubådene, før de kan blive en trussel for helikopterens moderenhed. Af helikoptertyper kan nævnes NHI NH90, Westland Sea King, Westland Lynx, Kamov Ka-27 og EH-101. Maritime patruljefly såsom P-3 Orion, Hawker Siddeley Nimrod, Tupolev Tu-142 og Iljusjin Il-38, er ofte udstyret med sonarbøjer. En sonar, der kan være enten aktiv eller passiv eller begge dele er monteret på en flydende bøje. Bøjen kan droppes fra flyet og sender de signaler, den modtager, op til moderflyet, hvor man efterfølgende analyserer informationerne. På denne måde kan en ubåd findes og jages af et fly.
Fly kan også opdage ubåde ved hjælp af en MAD-antenne ((engelsk) Magnetic anomaly detector). Dette er kort fortalt en antenne, som opfanger meget små ændringer og forstyrrelser i jordens magnetfelt og kan ud fra disse oplysninger fortælle positionen på en eventuel ubåd. En masse, som bevæger sig igennem et magnetfelt, skaber en målbar ændring af magnetfeltet – og det er dette, som udnyttes i MAD-systemet. Dette system er monteret både på helikoptere og fly. 
Udover MAD findes FLIR, Forward-Looking Infrared Sensor, som er en varmesøgende sensor, som ser varmeforskelle i havet foran flyet. Denne har begrænset rækkevidde. 
 Som en konsekvens af de forbedrede detektionsmuligheder bliver ubåde i dag konstrueret til at være så stille, som overhovedet muligt. Desuden er det at dykke dybt også en god forsvarsmekanisme. Af våben, som bruges i dag, er det først og fremmest torpedoen, som benyttes. 

### Støj og moderne modforholdsmidler
En af ubådenes største fjender er støj. Motorerne bliver derfor konstrueret til at være ekstremt stille, men også udformningen af skruerne har gennemgået en enorm udvikling den senere tid. En fejlkonstrueret skrue er ikke bare mindre effektiv, men den vil også kavitere – det vil sige, at den danner bobler, som reflekterer lydbølgerne, som en aktiv sonar udsender. En stærkt kaviterende skrue kan dermed afsløre en ubåd, selvom ubåden er nok så stille. Ubådskruer er dermed ganske specielle af udseende, ofte med mange og stærkt langtrukne skrueblade. Udformningen af skruerne på enkelte ubådsklasser er også hemmelige i et forsøg på at forhindre teknologien i at falde i hænderne på fjendtlige efterretningsvæsener, der kunne analysere og finde eventuelle svagheder ved skruedesignet.
Bobleprincippet bliver brugt som en modforanstaltning mod aktive torpedoer. En ubåd, som bliver angrebet af en sådan torpedo, kan droppe en beholder fyldt med kalcium og zink, som producerer en enorm sky af bobler, når det kommer i kontakt med havvand. Systemet blev første gang taget i brug af den tyske marine i 1943. Mere avancerede systemer kan være små støjsendere, som udsender støjsignaler, som efterligner ubådens akustiske signatur, så en torpedo vil låse sig fast og detonere på denne støjsender i stedet for på ubåden. 
Fordi en eksplosion på dybt vand er mindre effektiv end på lavt vand (grundet vandets øgede tryk), kunne et dybt dyk ofte være redningen for ubåde under både 1. og 2. verdenskrig – og også i dag. I dag har man også større kendskab til termiske lag i vandet og benytter sig af dette for at undgå at blive opdaget. 
Termiske lag har sammenhæng med temperaturen på havvandet. Når havvandet i en dybde ændrer temperatur drastisk, for eksempel i forbindelse med en varm strøm igennem et koldt vandlag, vil dette skabe det, som kaldes et termisk lag. I overgangen mellem koldt og varmet vand vil lydbølger bøjes af og måske endda reflekteres helt. Resultatet er, at en sonar kan blive næsten ubrugelig, og hvis det lykkes at opdage noget, vil det ofte blive et forvrænget billede af virkeligheden med store forskydninger af den reelle og den detekterede position til følge.
Det samme gør sig gældende med ferskvandslag, hvor ferskvand ligger over saltvand. Dette fænomen opleves ofte i fjorde, hvor store mængder ferskvand kommer til fra floder. Lydbølger vil enten blive afbøjet eller totalt reflekteret her. Se også Snells lov. Sådanne situationer har ofte ført til ulykker – eksempelvis er adskillige ubåde uddykket og kollideret med overfladeskibe i den tro, at de nærmeste skibe var langt væk.
Udviklingen af ASW-våben og detektionssystemer er også kommet det civile samfund til gode i høj grad. Eksempelvis deltog flere marinefartøjer i fiskeri efter 2. verdenskrig – fordi de kunne opdage fisken ved hjælp af ASDIC-udstyret. De opererede sammen med større trawlergrupper. Senere blev der produceret ekkolod til civilt brug, og dette marked har i dag udviklet sig i så stor grad, at man i dag kan købe håndholdte ekkolod til fritidsfiskeri.